# Divizia 9 Siberiană rusă (1916-1918)
Divizia 9 Siberiană (rusă 9-я Сибирская стрелковая дивизия) a fost una din marile unități tactice ale Armatei Țariste, participantă la acțiunile militare de pe frontul românesc, în timpul Primului Război Mondial. În această perioadă, a fost comandată de generalul maior Iosif Ilici Regulski.:pp. 181-182 În compunerea diviziei intrau două brigăzi de infanterie (a două regimente fiecare).
În campania anului 1916 de pe teritoriul României a luat parte la Lupta de la Filipești și acțiunile militare de stabilizare a frontului pe Siret. :passim